# Besifloxacina
La  besifloxacina (nella fase sperimentale conosciuta anche con la sigla BOL-303224-A) è un antibiotico che appartiene alla classe dei fluorchinoloni di quarta generazione. Il composto viene commercializzato come sale idrocloruro. La molecola è stata sviluppata dalla società giapponese SSP Co. Ltd. ed approvata per uso oftalmico, particolarmente nel caso di congiuntiviti.

## Farmacodinamica
La molecola è dotata di un ampio spettro di azione, molto simile a quello di altri composti della stessa classe (ad esempio la ciprofloxacina), e risulta efficace nei confronti di diversi batteri Gram–positivi e Gram–negativi. Come tutti i chinoloni la besifloxacina agisce inibendo in modo selettivo i due tipi di enzima topoisomerasi, la DNA–girasi (conosciuta anche come topoisomerasi II) e la topoisomerasi IV. Questi due enzimi sono fondamentali per la cellula batterica, regolando i processi di duplicazione, trascrizione e riparazione dell'acido deossiribonucleico (DNA) nei batteri. Il blocco di entrambi gli enzimi porta quindi alla morte del batterio.
Tra i batteri sensibili si segnalano Aerococcus viridans, Corynebacterium pseudodiphtheriticum, Haemophilus influenzae, Moraxella catarrhalis, Pseudomonas aeruginosa, Staphylococcus aureus, Staphylococcus epidermidis, Streptococcus oralis, Streptococcus pneumoniae, Streptococcus salivarius.
Studi eseguiti in vitro hanno messo in evidenza che la besifloxacina è in grado di inibire la produzione di citochine pro-infiammatorie.

## Farmacocinetica
A seguito di instillazioni oculari, bilateralmente e per tre volte al giorno, in soggetti adulti affetti da sospetta congiuntivite batterica, le concentrazioni plasmatiche sono risultate estremamente basse (inferiori a 1.3 ng/mL). L'emivita di eliminazione della besifloxacina nel plasma, dopo somministrazioni multiple, è stata stimata intorno alle 7 ore.

## Usi clinici
La besifloxacina trova indicazione nel trattamento delle congiuntiviti batteriche causate da germi sensibili, nonché nel trattamento delle possibili complicanze in soggetti sottoposti a terapia laser per il trattamento della cataratta.

## Effetti collaterali e indesiderati
Nel corso del trattamento la reazione avversa oculare più frequentemente riportata è stata la comparsa di arrossamento congiuntivale (circa il 2% dei pazienti). Altre reazioni indesiderate possibili e segnalate in soggetti trattati con besifloxacina sono state: cefalea, visione offuscata, dolore oculare, irritazione oculare e congiuntivale, prurito oculare.

## Controindicazioni
Il comnposto è controindicato in soggetti con ipersensibilità nota al principio attivo, ad altri fluorchinoloni e molecole chimicamente correlate, oppure ad uno qualsiasi degli eccipienti contenuti nella formulazione farmaceutica.

## Dosi terapeutiche
Nei pazienti affetti da congiuntivite è consigliata l'instillazione di una singola goccia nel sacco oculare dell'occhio colpito, 3-4 volte al giorno, per un periodo di trattamento di una settimana.

## Gravidanza e allattamento
Studi sperimentali eseguiti su ratti che assumevano dosi orali di besifloxacina fino a 1000 mg/kg peso corporeo al giorno, non sono stati associati a malformazioni viscerali o scheletriche dei feti. La medesima dose risultava comunque associata ad incremento della tossicità (ridotto incremento ponderale) e mortalità materna. La Food and Drug Administration ha inserito ganciclovir in classe C per l'uso in gravidanza. In questa classe sono inseriti i farmaci i cui studi riproduttivi sugli animali hanno rilevato effetti dannosi sul feto, teratogenico/letale o altro, e per i quali non sono disponibili studi controllati in donne oppure farmaci per i quali non sono disponibili studi né sull'uomo né sull'animale.